# Robert White (compositor)
Robert White o Robert Whyte (barri d'Holborn, de Londres, ca. 1538 - 1574) va ser un compositor anglès del Renaixement, particularment conegut per la seva música litúrgica i la seva música instrumental per a llaüt, viola i orgue.

## Biografia
Fill d'un fabricant d'orgue, va ser nen de cor durant la seva infància, després cantant al Trinity College de Cambridge. Va obtenir el seu títol de Batxiller en música de la Universitat de Cambridge en 1560; en 1562, es va instal·lar a Ely, on succeeix a Christopher Tye (amb la filla del qual es va casar en 1565) com a mestre de cor. Va prendre la mateixa plaça a la catedral de Chester el 1567, succeint a Richard Saywell. La seva reputació va ser tan gran que va obtenir la prestigiosa plaça d'organista i mestre de cor de l'abadia de Westminster el 1574.
Va morir amb una part de la seva família en una gran epidèmia de pesta que va passar a la regió de Westminster el 1574. White va passar la major part de la seva vida al nord de Londres, però el seu testament, datat del 7 de novembre de 1574, indica que tenia una propietat a Sussex; va demanar ser enterrat a la Santa Margarida de Westminster (el que va passar l'11 de novembre de 1574).
Posteriorment, les seves obres van ser poc interpretades fins a la seva descoberta per Charles Burney, durant la segona meitat del segle xviii.

## Obres
- Christe que lux es I, II, III & IV
- Exaudiat te
- Exaudiat te Dominus
- Fantasias III & IV
- In Nomina V a 5
- Lamentacions a 5 veus
- Magnificat
- O Praise God
- Portio mea
- Precanur sancta, Domina
- Regina caeli
- Sis Fantasies d'orgue
- Notas y referencias